# Юніонвілл (Північна Кароліна)
Юніонвілл (англ. Unionville) — місто (англ. town) в США, в окрузі Юніон штату Північна Кароліна. Населення — 6643 особи (2020).

## Географія
Юніонвілл розташований за координатами 35°4′27″ пн. ш. 80°31′12″ зх. д. / 35.07417° пн. ш. 80.52000° зх. д. (35.074144, -80.520040).  За даними Бюро перепису населення США в 2010 році місто мало площу 70,45 км², з яких 69,82 км² — суходіл та 0,63 км² — водойми.

## Демографія
Згідно з переписом 2010 року, у місті мешкало 5929 осіб у 2100 домогосподарствах у складі 1702 родин. Густота населення становила 84 особи/км².  Було 2213 помешкання (31/км²).
Расовий склад населення:
| - 94,9 % — білих - 1,7 % — чорних або афроамериканців - 0,6 % — азіатів - 0,2 % — корінних американців - 1,5 % — осіб інших рас |

До двох чи більше рас належало 1,1 %. Частка іспаномовних становила 3,0 % від усіх жителів.
За віковим діапазоном населення розподілялося таким чином: 26,9 % — особи молодші 18 років, 61,7 % — особи у віці 18—64 років, 11,4 % — особи у віці 65 років та старші. Медіана віку мешканця становила 39,4 року. На 100 осіб жіночої статі у місті припадало 99,9 чоловіків;  на 100 жінок у віці від 18 років та старших — 98,2 чоловіків також старших 18 років.
Середній дохід на одне домашнє господарство  становив 74 156 доларів США (медіана — 65 296), а середній дохід на одну сім'ю — 78 847 доларів (медіана — 73 531). Медіана доходів становила 50 819 доларів для чоловіків та 40 625 доларів для жінок. За межею бідності перебувало 4,0 % осіб, у тому числі 2,5 % дітей у віці до 18 років та 1,1 % осіб у віці 65 років та старших.
Цивільне працевлаштоване населення становило 3281 особа. Основні галузі зайнятості: освіта, охорона здоров'я та соціальна допомога — 22,8 %, роздрібна торгівля — 19,1 %, виробництво — 10,3 %, будівництво — 9,8 %.